# Lista odcinków serialu Przygody Sary Jane
Poniżej znajduje się lista odcinków brytyjskiego serialu science-fiction pt. Przygody Sary Jane. Łącznie wyprodukowano 54 odcinki, które składają się na 28 odrębnych historii, podzielonych na pięć sezonów, noworoczny odcinek specjalny oraz krótki odcinek dla Children in Need. Produkcja serialu została przerwana z powodu śmierci Elisabeth Sladen, aktorki odgrywającej rolę głównej postaci. Program ten emitowano w Wielkiej Brytanii na kanale CBBC, a w Polsce na kanałach Cartoon Network oraz Teletoon+.

## Odcinek noworoczny
W tym odcinku, w rolach głównych pojawiają się: Elisabeth Sladen, Yasmin Paige, Tommy Knight i Alexander Armstrong.
| 1 | 1 | Inwazja Bane’ów Invasion of the Bane | Colin Teague | Gareth Roberts Russell T. Davies | 1 część 60 minut | 1 stycznia 2007 | 31 grudnia 2008 (CN) 8 września 2012 (Teletoon+) |
| Naprzeciwko domu Sary Jane wprowadzają się nowi sąsiedzi – Maria Jackson ze swoim ojcem Alanem. Maria poznaje nową koleżankę – Kelsey Hooper – która namawia ją na wybranie się na wycieczkę do fabryki napojów gazowanych Bubble Shock!. Tam, po wszczęciu alarmu i oddzieleniu się od grupy wyprowadzanej w czasie rozpoczętej ewakuacji, Maria spotyka chłopca, który nie ma imienia ani nazwiska. Wspólnie uciekają przed pracownikami i dyrektorką fabryki – panią Piołun, która ruszyła za nimi w pościg. Sara Jane, która w tym czasie badała sprawę fabryki, natrafia na nich i cała trójka wydostaje się z budynku. Sara Jane egzaminuje chłopca, by dowiedzieć się kim jest, a w tym czasie jeden z Bane przybywa pod adres Sary, by odebrać chłopca i zabić Sarę. Udaje się go odstraszyć, ale sekret Sary Jane wychodzi na jaw. Później, Sara Jane, Maria i chłopak – który później otrzymuje imię Luke – niszczą Matkę Bane, a Pani Piołun ucieka. Nieobecni: Daniel Anthony jako Clyde Langer, Anjli Mohindra jako Rani Chandra Gość specjalny: John Leeson jako K-9 Role drugoplanowe: Joseph Millson jako Alan Jackson, Juliet Cowan jako Chrissie Jackson Role gościnne: Porsha Lawrence Mavour jako Kelsey Hooper, Jamie Davis jako Davey, Samantha Bond jako pani Piołun oraz Konnie Huq i Gethin Jones |   |                                      |              |                                  |                  |                 |                                                  |

## Sezon 1
Ta seria liczy 10 odcinków, podzielonych na 5 różnych historii. Obsada sezonu składa się z Elisabeth Sladen, Yasmin Paige, Tommy Knight, Daniel Anthony i Alexander Armstrong.
| 1 | 2-3   | Zemsta Slitheenów Revenge of the Slitheen                  | Alice Troughton | Gareth Roberts | 2 części | 24 września 2007                          | 1 stycznia 2009 (CN) 2 stycznia 2009 (CN) 9 września 2012 (Teletoon+) 10 września 2012 (Teletoon+)    |
| Maria Jackson i Luke Smith idą po raz pierwszy do nowej szkoły, w której poznają nowego znajomego – Clyde’a. W szkole dzieją się jednak dziwne rzeczy: śmierdzi tam bateriami, a jedzenie bardzo szybko się psuje. Kilka godzin później gaśnie wszelkie światło, nawet świece i latarki. Okazuje się, że we wszystkich szkołach zbudowanych przez firmę Cold Fire Construction dzieją się podobne rzeczy. Luke zapisuje się na zajęcia koła naukowego, w trakcie których rozwiązuje skomplikowany problem matematyczny. W ten sposób nieświadomie pomaga kosmitom – Slitheenom – rozwiązać ich problem z ustawieniami urządzenia, które jest w stanie wyssać całą energię ze świata. Sara Jane jedzie do Cold Fire Construction, aby odkryć co się dzieje, a Maria i Luke idą do szkoły na zwiady. Okazuje się, że za wszystkim stoją Slitheeni, którzy chcą zarobić na zniszczeniu Ziemi. Ścigają oni Marię, Luke’a i Clyde’a, który jak się okazuje, ich śledził. Sara ratuje ich przed kosmitami a Clyde, dzięki szantażowi, zostaje członkiem ekipy. Gdy próbują dowiedzieć się czegoś o Slitheenach, gaśnie cała energia, łącznie z panem Smithem i Słońcem. Wtedy Clyde wpada na pomysł, by pokonać kosmitów za pomocą octu i tak udaje się uratować sytuację. Role drugoplanowe: Joseph Millson jako Alan Jackson, Juliet Cowan jako Chrissie Jackson Role gościnne: Pamela Merrick jako Wendy, Anton Thompson McCormick jako Carl (człowiek), Martyn Ellis jako Greg Blakeman (człowiek), Ian Midlane jako Tim Jeffrey (człowiek), Imogen Bain jako Janine (człowiek), Jimmy Vee jako Carl Slitheen (Slitheen), Paul Kasey jako Jeffrey/Blakeman/Janine (Slitheen)                                      |       |                                                            |                 |                |          |                                           | |
| 2 | 4-5   | Oko Gorgony Eye of the Gorgon                              | Alice Troughton | Phil Ford      | 2 części | 1 października 2007 8 października 2007   | 8 stycznia 2009 (CN) 9 stycznia 2009 (CN) 11 września 2012 (Teletoon+) 12 września 2012 (Teletoon+)   |
| W nocy, w domu starców, starszej kobiecie ukazuje się pewna zakonnica. Sara Jane z Lukiem, za namową Clyde’a wspólnie jadą to sprawdzić. Tam Luke dostaje od innej staruszki dziwny medalion. Okazuje się, że jest on kluczem do innego wymiaru, w którym mieszkają Gorgony. Kiedy Sara Jane chce zebrać więcej informacji od staruszki i wychodzi, Luke’a porywają zakonnice, aby odebrać medalion. Clyde mówi to Sarze Jane, i wszyscy jadą do klasztoru w którym mieszka Gorgona, by odzyskać Luke’a. Wszystkim udaje się dostać do budynku, ale napotykają Gorgonę i Sara Jane zostaje zaszantażowana przez zakonnice. Jadą z Gorgoną do domu Sary Jane, ponieważ tam został medalion. Próba wywinięcia się z kłopotów nie udaje się i ojciec Marii, przez przypadek, zostaje zamieniony w kamień. W tym czasie Luke i Clyde uciekają dzięki tajnemu przejściu i postanawiają przeszkodzić siostrom w otworzeniu portalu do innego świata. Udaje im się na krótko zdobyć przewagę, ale zostają ponownie złapani i zamknięci tym razem z Sarą Jane. W tym czasie Maria ponownie spotyka się ze staruszką z domu starców, by znaleźć odpowiedź w jaki sposób odwrócić proces petryfikacji jej ojca. Gorgona umiera, więc potrzebuje nowego nosiciela by przeżyć. Kiedy Gorgona zamierza się wcielić w Sarę Jane, wkracza Maria i odbija spojrzenie Gorgony lustrem. Gorgona zmienia się w kamień, a portal zostaje zamknięty. Role drugoplanowe: Joseph Millson jako Alan Jackson, Juliet Cowan jako Chrissie Jackson Role gościnne: Phyllida Law jako Bea Nelson-Stanley, Sarah Crowden jako pani Gribbins, Doreen Mantle jako pani Randall, Beth Goddard jako siostra Helena, Audrey Ardington jako Gorgona |       |                                                            |                 |                |          |                                           | |
| 3 | 6-7   | Wojownicy Kudlaka Warriors of Kudlak                       | Charles Martin  | Phil Gladwin   | 2 części | 15 października 2007 22 października 2007 | 15 stycznia 2009 (CN) 16 stycznia 2009 (CN) 13 września 2012 (Teletoon+) 14 września 2012 (Teletoon+) |
| Nowa gra o nazwie Combat 3000 sprawia, że najlepsi gracze znikają. Gdy znika Lance, jego matka prosi Sarę Jane o zbadanie sprawy. Okazuje się, że podobne rzeczy dzieją się we wszystkich miastach, w których jest dostępna ta gra. Luke i Clyde nic o tym nie wiedzą, więc także idą pograć. Mają najlepsze wyniki i również zostają porwani. W tym czasie, Sara Jane i Maria przychodzą do Combat 3000 szukać prowadzącego o imieniu Kudlak. Okazuje się, że jest on dowódcą kosmicznych wojsk, prowadzącym rekrutację do armii. Na statku, Luke i Clyde uwalniają wszystkie dzieci i próbują ucieczki, lecz zostają schwytani, jednak Luke zdobywa ważną informację – został zawarty pokój w świecie Kudlaka. Sarah Jane i Maria także trafiają na statek, ale również zostają schwytane. Luke przekazuje Kudlakowi wiadomość o zawarciu pokoju a ten przechodzi na ich stronę i wszystkich uwalnia. Role gościnne: Sarah Haynes jako Carrie Metcalf, Sonny Muslim jako Lance, James Bellamy jako Brandon Butler, Nadiyah Davis jako Jen, Chrissie Furness jako Cashier, Chook Sibtain jako Mark Grantham, Paul Kasey jako Kudlak/Inspektor/Mistress, Silas Carson jako głos Kudlaka/Inspenktora, Tina Greatex jako głos Mistress |       |                                                            |                 |                |          |                                           | |
| 4 | 8-9   | Co się stało z Sarą Jane? Whatever Happened to Sarah Jane? | Graeme Harper   | Gareth Roberts | 2 części | 29 października 2007 5 listopada 2007     | 22 stycznia 2009 (CN) 23 stycznia 2009 (CN) 15 września 2012 (Teletoon+) 16 września 2012 (Teletoon+) |
| Za Sarą Jane krąży Kawalarz, który chce wykorzystać śmierć Andrei Yates – najlepszej koleżanki Sary Jane, która zginęła na pomoście podczas wycieczki, gdy miała 13 lat do zasiania chaosu na Ziemi. Po powrocie do domu, Sara Jane podarowuje Marii dziwne pudełko. Wieczorem, Kawalarz cofa się w czasie i zawiera umowę z umierającą Andreą, dzięki której rolę Sary i Andrei się odwracają. Rano, Maria zauważa, że nikt nie pamięta Sary Jane, a w jej domu mieszka Andrea. Po kłótni z Marią, Andrea zaczyna sobie przypominać o umowie i wzywa Kawalarza by ten pozbył się Marii. Kawalarz spełnia jej prośbę i wysyła Marię do otchłani, co sprawia, że jej istnienie zostaje wymazane. Jedynie jej ojciec o niej pamięta, bo trzymał wtedy w ręku pudełko. Gdy Alan pokazuje Andrei pudełko, ta wyjawia mu wszystko, po czym prosi Kawalarza aby się go pozbył. Alanowi jednak udaje się przechytrzyć Graske, pomocnika Kawalarza, oraz ściągnąć do prawdziwego świata Marię. Tymczasem na Ziemię spada meteor, który został wysłany przez Kawalarza. By uratować świat, Andrea zrywa umowę z Kawalarzem zgadzając się na swą śmierć. Tym samym Sara Jane, Maria i Luke wracają z powrotem do domu i z pomocą pana Smitha ratują świat. Drugoplanowe: Joseph Millson jako Alan Jackson, Juliet Cowan jako Chrissie Jackson Role gościnne: Jane Asher jako Andrea Yates, Jimmy Vee jako Graske, Paul Marc Davis jako Kawalarz/Nikt, Jessica Ashworth jako Młoda Sara Jane Smith, Francesca Miller jako Młoda Andrea Yates |       |                                                            |                 |                |          |                                           | |
| 5 | 10-11 | Zaginiony chłopiec The Lost Boy                            | Charles Martin  | Phil Ford      | 2 części | 12 listopada 2007 19 listopada 2007       | 29 stycznia 2009 (CN) 30 stycznia 2009 (CN) 17 września 2012 (Teletoon+) 18 września 2012 (Teletoon+) |
| W wiadomościach podają, że zaginął chłopiec o imieniu Ashley, który okazuje się bardzo podobny do Luke’a, więc Sara postanawia potwierdzić tę zbieżność i robi testy. Pan Smith po zeskanowaniu Luke’a potwierdza zgodność i Luke musi wrócić do swojej rodziny. Tymczasem pan Smith sugeruje załamanej Sarze, by poszła do Instytutu Pharos zbadać, jak przebiegają badania nad telekinezą. Spotyka tam chłopca o imieniu Nathan Goe, który okazuje się być Slitheenem. Nathan mówi natychmiast wszystko swojej rodzinie. W tym czasie, Luke próbuje uciec z domu rodziny, i choć mu się to nie udaje, dowiaduje się, z czym ma do czynienia. Slitheenowie chcą, żeby Luke założył daszek telekinetyczny, żeby przyciągnąć Księżyc do Ziemi. Okazuje się również, że za działaniami rodziny stoi Xyloc – pan Smith. By zapobiec katastrofie, Alan pomaga Sarze Jane ściągając z Internetu wirusa komputerowego. Dzięki temu Sara wgrywa wirusa do pana Smitha i nadaje mu nowy cel – ochronę Ziemi. Gość specjalny: John Leeson jako K-9 Drugoplanowe: Joseph Millson jako Alan Jackson, Juliet Cowan jako Chrissie Jackson Role gościnne: Floella Benjamin jako profesor Celeste Rivers, Ryan Watson jako Nathan Goss (człowiek), Jay Simpson jako Jay (człowiek), Holly Atkins jako Heidi (człowiek), Jimmy Vee jako Carl (Slitheen), Paul Kasey jako Jay (Slitheen), Ruari Mears jako Heidi (Slitheen) |       |                                                            |                 |                |          |                                           | |

## Sezon 2
Ten sezon liczy 12 odcinków, podzielonych na 6 historii. Elisabeth Sladen, Tommy Knight, Daniel Anthony i Alexander Armstrong są obecni wszystkich historiach. Yasmin Paige opuszcza obsadę serialu w historii Ostatni Sontaranin, na jej miejsce zostaje obsadzona Anjli Mohindra w roli Rani Chandry, która po raz pierwszy pojawia się w historii Dzień Klauna.
| 12-13 | Ostatni Sontaranin The Last Sontaran                        | Joss Agnew       | Phil Ford      | 29 września 2008                          | 30 kwietnia 2009 (CN) 1 maja 2009 (CN) 11 października 2012 (Teletoon+) 12 października 2012 (Teletoon+)    |
| Sara Jane dowiaduje się, że na ulicy Goblin Skorkws dzieje się coś dziwnego. Sara Jane, Luke, Maria i Clyde jadą do budynku, żeby zobaczyć co tam się dzieje. Zobaczyli tam 16-letnią dziewczynę, która im opowiedziała co się stało w nocy (ale nie do końca). Luke i Clyde obiecali Sarze Jane, że nie pójdą do lasu, ale złamali obietnicę i poszli. Spotkali tam kosmitę, który ich gonił. Sara Jane i Maria przyjechali do nich. Sara samą szminką strzeliła w kapsułę Kaaga. Nagle zobaczyli Sontarianina (Kaagha), który chciał ich zabić. Sara z Clyde’em poszli do budynku i zobaczyli Kaagha. Role drugoplanowe: Joseph Millson jako Alan Jackson, Juliet Cowan jako Chrissie Jackson Role gościnne: Ronan Vibert jako profesor Skinner, Clare Thomas jako Lucy Skinner, Anthony O’Donnell jako komandor Kaagh |                                                             |                  |                |                                           | |
| 14-15 | Dzień Klauna The Day of the Clown                           | Michael Kerrigan | Phil Ford      | 6 października 2008 13 października 2008  | 7 maja 2009 (CN) 8 maja 2009 (CN) 13 października 2012 (Teletoon+) 14 października 2012 (Teletoon+)         |
| Luke pisze z Marią. Nagle Clyde powiadamia że naprzeciwko wprowadzili się nowi sąsiedzi. Clyde i Luke w szkole spotykają Rani, sąsiadkę Sary Jane. Tymczasem Sara Jane idzie na wizytę do Gity, mamy Rani, by zobaczyć czy Maria nic nie pozostawiła. Rani i Clyde ciągle spotykają klauna, więc Clyde i Luke ciągle go gonią. Luke i Clyde mówią Sarze Jane. Sara w końcu mówi Rani o obecności kosmitów. Okazuje się, że walczą ze Spelmanem, który tak samo jak w IV wieku chce wywieść dzieci, aby rodzice mieli strach, co dodaje mu sił. Sara, Luke, Clyde i Rani powstrzymują go, przez co on porywa Luke’a. Role drugoplanowe: Mina Anwar jako Gita Chandra, Ace Bhatti jako Haresh Chandra Role gościnne: Floella Benjamin jako profesor Celeste Rivers, Jem Brownlee jako David Finn, Elijah Baker jako Steve Wallace, Aaron Showsanya jako Tony Warner, Huw Higginson jako pan Cunningham Alan Ruscoe jako Klaun, Sean Palmer jako Klaun, Bradley Walsh jako Spelman/Szczurołap z Hameln/Klaun, Jessica Mogridge jako młoda Sara Jane |                                                             |                  |                |                                           | |
| 16-17 | Sekrety gwiazd / Tajemnice gwiazd Secrets of the Stars      | Michael Kerrigan | Gareth Roberts | 20 października 2008 27 października 2008 | 14 maja 2009 (CN) 15 maja 2009 (CN) 15 października 2012 (Teletoon+) 16 października 2012 (Teletoon+)       |
| Martin Trueman, astrolog-oszust, naciągający ludzi zostaje opanowany przez obcą formę życia i od tego czasu jego kariera jako astrologa i wróżbity nabiera tempa. Wówczas z ciekawości Luke, Clyde, Rani, Sara Jane i rodzice Rani przychodzą na jeden z jego spektakli, a na nim okazuje się, że w jakiś sposób Trueman potrafi kontrolować ludźmi jak marionetkami oraz znając szczegóły ich życia używając tylko ich znaku zodiaku i daty urodzenia. Role drugoplanowe: Mina Anwar jako Gita Chandra, Ace Bhatti jako Haresh Chandra Role gościnne: Nicky Ladanowski jako Lisa Trotter, Ed Hughes jako Stuard Farley, Carryl Thomas jako Cheryl Farley, Russ Abbot jako Martin Trueman |                                                             |                  |                |                                           | |
| 18-19 | Znak Berserkera / Znak Berserka The Mark of the Berserker   | Joss Agnew       | Joseph Lidster | 3 listopada 2008 10 listopada 2008        | 21 maja 2009 (CN) 22 maja 2009 (CN) 17 października 2012 (Teletoon+) 18 października 2012 (Teletoon+)       |
| Luke śpi w domu Clyde’a z nim, podczas kiedy Sara Jane wyjechała na weekend. Do domu Clyde’a zadzwonił dzwonek. Okazało się, że to ojciec Clyde’a Paul Langer, który uciekł z domu kiedy Clyde miał 10 lat. Po 3 latach Paul chce naprawić wszystko i powrócić do rodziny. Tymczasem Rani odkrywa tajemniczy wisiorek i przynosi do domu Sary żeby Pan Smith go zbadał. Lecz Sara wyłączyła Pana Smitha, a ona jest daleko. Rani powiesiła wisiorek i pozostawiła go. Clyde opowiada swojemu ojcu o przygodach z Panem Smithem i kosmitami. Kiedy Paul mu nie wierzy to Clyde bierze ojca do domu Sary Jane. Paul jest zdziwiony i kiedy Clyde nie patrzy on bierze wisiorek. Paul zakłada na szyję i kiedy podchodzi ojciec Rani to ojciec Clyde’a karze robić przysiady i on to robi. Później Paul ma nad Clyde’em kontrole. Paul zapomina kim tak naprawdę jest. Rani i Luke próbują ratować przyjaciela. Role drugoplanowe: Joseph Millson jako Alan Jackson, Ace Bhatti jako Haresh Chandra, Gary Beadle jako Paul Langer, Jocelyn Jee Esien jako Carla Langer Role gościnne: Perry Millward jako Jacob, Huw Higginson jako pan Cunningham, Elijah Baker jako Steve Wallace, Jessica Lewis i Andrew Phillips |                                                             |                  |                |                                           | |
| 20-21 | Kuszenie Sary Jane Smith The Temptation of Sarah Jane Smith | Graeme Harper    | Gareth Roberts | 17 listopada 2008 24 listopada 2008       | 28 maja 2009 (CN) 29 maja 2009 (CN) 19 października 2012 (Teletoon+) 20 października 2012 (Teletoon+)       |
| Sara Jane pomaga wrócić małemu chłopcu do jego czasów za pomocą szczeliny czasoprzestrzennej. Wraz z Lukiem wraca do domu, lecz Sarę dręczy pokusa przejścia przez szczelinę, do czasów gdy się urodziła. Wychodzi z domu, a za nią podąża Luke. Oboje przechodzą przez szczelinę i znajdują się we wsi w której urodziła się Sara Jane. Spotykają tam jej rodziców. Psują samochód i nie dopuszczają do śmierci rodziców Sary Jane, lecz kiedy wracają widzą zniszczony świat i spotykają kawalarza. Role drugoplanowe: Ace Bhatti jako Haresh Chandra, Mina Anwar jako Gita Chandra Role gościnne: Rosanna Lavelle jako Barbara Smith, Christopher Pizzey jako Eddie Smith, Paul Marc Davis jako Kawalarz/Nikt, Jimmy Vee jako Graske, Georgie Glen jako pani King, Robert Madge jako Oscar |                                                             |                  |                |                                           | |
| 22-23 | Wróg Bane’ów Enemy of the Bane                              | Graeme Harper    | Phil Ford      | 1 grudnia 2008 8 grudnia 2008             | 6 września 2009 (CN) 4 kwietnia 2009 (CN) 21 października 2012 (Teletoon+) 22 października 2012 (Teletoon+) |
| Gdy mama Rani znika z kwiaciarni, Sara, Rani, Luke i Clyde jadą to sprawdzić. W wyniku krótkiego dochodzenia okazuje się, że Gitę porwała pani Piołun. Sara i Rani znajdują ją i Piołun w opuszczonej fabryce. Jak się okazuje, ścigają ją inni Bane’owie i Sara zostaje zmuszona jej pomóc. Bane’owie chcą małego urządzenia do zniszczenia świata o nazwie Imperium więc Sara wraz z Rani jedzie do starego przyjaciela Sary aby im pomógł je uzyskać. Gość specjalny: Nicholas Courtney jako generał brygady sir Alistair Gordon Lethbridge-Stewart Role drugoplanowe: Ace Bhatti jako Haresh Chandra, Mina Anwar jako Gita Chandra Role gościnne: Samantha Bond jako pani Piołun, Anthony O’Donnell jako komandor Kaagh |                                                             |                  |                |                                           | |

## Odcinek specjalny
Jest to odcinek przygotowany dla Comic Relief z okazji Dnia Czerwonego Nosa (Red Nose Day) w 2009 roku. Odcinek nie został wyemitowany w Polsce. W tym odcinku, w rolach głównych występują Elisabeth Sladen, Tommy Knight, Daniel Anthony, Alexander Armstrong i Anjli Mohindra.
| S1 | From Raxacoricofallapatorius with Love | Joss Agnew | Gareth Roberts i Clayton Hickman | 13 marca 2009 |
| Na poddaszu domu Sary Jane materializuje się korpulentny jegomość przedstawiający się jako Rani, który ogłasza, że jako ambasador Sojuszu Galaktycznego chce wręczyć im prezenty za obronę Ziemi. Gość specjalny: John Leeson jako K-9 Role gościnne: Ronnie Corbett jako Ambasador „Rani” Ranius/Głos Carla Slitheena, Jimmy Vee jako Carl Slitheen |                                        |            |                                  |               |

## Sezon 3
Ten sezon liczy 12 odcinków podzielonych na 6 historii. W tym sezonie, w rolach głównych występują: Elisabeth Sladen, Tommy Knight, Daniel Anthony, Alexander Armstrong i Anjli Mohindra. Tommy Knight i Alexander Armstrong są nieobecni w 1 historii.
| 24-25 | Więzień Judoonów Prisoner of the Judoon              | Joss Agnew      | Phil Ford      | 15 października 2009 16 października 2009 | 16 listopada 2012 17 listopada 2012 |
| Na Ziemię spada kapsuła z kosmitą, który okazuje się być Judoonem, o imieniu Tybo – Judooni to rasa galaktycznych policjantów. Okazuje się, że Tybo przybył na Ziemię, gdyż ukrywa się tu groźny przestępca – Androvax, niszczyciel planet, który ma możliwość przejmowania ciał innych istot. Gdy Sara Jane, Clyde, Luke, Rani oraz Tybo go odnajdują, Androvax przejmuje ciało Sary Jane. Androvax zamierza uciec, buduje więc statek, używając nano-form. Clyde i Rani postanawiają grać na zwłokę i próbują zatrzymać Tybo, gdyż ten chce zabić Androvaxa (w ciele Sary). Luke postanawia sam zatrzymać Androvaxa, nim będzie za późno. Role drugoplanowe: Mina Anwar jako Gita Chandra, Ace Bhatti jako Haresh Chandra Role gościnne: Terence Maynard jako Madison Yorke, Robert Curtis jako Security Man, Mark Goldthorp jako Androvax, Scarlett Murphy jako Julie, Paul Kasey jako kapitan Tybo, Nicholas Briggs jako głos kapitana Tybo |                                                      |                 |                |                                           |                                     |
| 26-27 | Staruszka z poddasza The Mad Woman in the Attic      | Alice Troughton | Joseph Lidster | 22 października 2009 23 października 2009 | 18 listopada 2012 19 listopada 2012 |
| W Londynie roku 2059, na poddaszu jednego z domów mieszka dziwna staruszka, którą przypadkowo spotyka chłopak o imieniu Adam. Wkrótce okaże się, że ma wiele wspólnego z Sarą Jane i bohaterami serialu, a strych jest dokładnie tym, na którym pracowała Sara Jane ze swoim superkomputerem. Kim jest? Gość specjalny: John Leeson jako K-9 Role gościnne: Gregg Sulkin jako Adam, Brian Miller jako Harry Sowersby, Toby Parkes jako Samuel Lloyd, Kate Fleetwood jako Ship, Eleanor Tomlinson jako Eve, Souad Faress jako stara Rani Chandra |                                                      |                 |                |                                           |                                     |
| 28-29 | Ślub Sary Jane Smith The Wedding of Sarah Jane Smith | Joss Agnew      | Gareth Roberts | 29 października 2009 30 października 2009 | 20 listopada 2012 21 listopada 2012 |
| Sara poznaje Petera Daltona. Wkrótce Sara poznaje Luke’a z Peterem, a w tym czasie Clyde i Rani udają się do domu Petera, który jak się okazuje jest zupełnie pusty. Parę dni później odbywa się Ślub Sary, który okazuje się pułapką zastawioną na nią przez Trickstera. Doktor próbuje wszystko odkręcić. Gość specjalny: John Leeson jako K-9, David Tennant jako dziesiąty Doktor Role drugoplanowe: Mina Anwar jako Gita Chandra, Ace Bhatti jako Haresh Chandra Role gościnne: Nigel Havers jako Peter Dalton, Zienia Merton jako Rejestrator, Paul Marc Davis jako Kawalarz/Nikt |                                                      |                 |                |                                           |                                     |
| 30-31 | Pułapka wieczności The Eternity Trap                 | Alice Troughton | Phil Ford      | 5 listopada 2009 6 listopada 2009         | 22 listopada 2012 23 listopada 2012 |
| Sara Jane, Clyde i Rani wraz z profesor Celeste Rivers przychodzą do jednego z najbardziej nawiedzonych domów w Wielkiej Brytanii. Rzeczywiście, od razu dzieją się tam dziwne rzeczy. Sprawy się zaczynają jeszcze bardziej komplikować, kiedy spotykają Darkeninga, która podaje się za pana tego domu... Nieobecni: Tommy Knight jako Luke Smith, Alexander Armstrong jako pan Smith (głos) Role gościnne: Floella Benjamin jako profesor Celeste Rivers, Adam Gillen jako Toby Silverman, Callum Blue jako lord Marchwood, Amelia Clarkson jako Elizabeth Marchwood, Rhys Gear jako Joseph Marchwood, Donald Sumpter jako Erasmus Darkening |                                                      |                 |                |                                           |                                     |
| 32-33 | Zemsta Mony Lisy Mona Lisa’s Revenge                 | Joss Agnew      | Phil Ford      | 12 listopada 2009 13 listopada 2009       | 24 listopada 2012 25 listopada 2012 |
| Clyde wygrywa konkurs plastyczny. W nagrodę jego klasa jako pierwsza zobaczy obraz Mony Lisy. Następnego dnia okazuje się, że na obrazie zamiast Mona Lisy jest asystentka dyrektora muzeum. Sara Jane dowiaduje się o tym od pana Smitha i przyjeżdża na miejsce. Spotyka Mona Lisę, która mając broń sontarianśką, ukradzioną z obrazu narysowanego przez Clyde’a, umieszcza ją na obrazie. Clyde i reszta dowiadują się, że Mona Lisa wyszła z obrazu ponieważ poszukuje swojego „brata” z innego obrazu. Role drugoplanowe: Ace Bhatti jako Haresh Chandra Role gościnne: Jeff Rawle jako Lionel Harding, Liza Sadovy jako Phyllis Trupp, Paul Kasey jako Highwaym Lizo Mzimba jako on sam, Suranne Jones jako Mona Lisa |                                                      |                 |                |                                           |                                     |
| 34-35 | Dar The Gift                                         | Alice Troughton | Rupert Laight  | 19 listopada 2009 20 listopada 2009       | 26 listopada 2012 27 listopada 2012 |
| Sara i ekipa ścigają chłopaka z nadwagą, który okazuje się być Slitheenem który zamierza użyć kompesora materii do zamienienia Ziemi w diament i później sprzedania jej. Gdy życie Rani w toku wydarzeń zostaje zagrożone, nagle pojawia się inna rodzina z Raxacoricofallapatorious – która nazywa siebie Blathereen – i zabiera Slitheenów, wyjaśniając, że zabierają ich na statek kosmiczny gdzie odbędzie się proces i egzekucja. Gość specjalny: John Leeson jako K-9 Role gościnne: Edward Judge jako Dave, Sarah Paul jako panna Jerome, Nick Williams jako reporter, Calvin Dean jako Carl, Jimmy Vee jako Carl Slitheen, Paul Kasey jako Leef Blathereen, Ruari Mears jako Tree Blathereen, Simon Callow jako Tree Blathereen (głos), Miriam Margolyes jako Leef Blathereen (głos) |                                                      |                 |                |                                           |                                     |

## Sezon 4
W tym sezonie, w rolach głównych występują: Elisabeth Sladen, Tommy Knight, Daniel Anthony, Alexander Armstrong i Anjli Mohindra. Tommy Knight jest nieobecny w 2 historiach, natomiast Alexander Armstrong w 1.
| 36-37 | Człowiek z koszmaru The Nightmare Man       | Joseph Lidster | Joss Agnew                     | 11 października 2010 12 października 2010 | 14 grudnia 2012 17 grudnia 2012 |
| Luke dostaje się na uniwersytet. Kilka dni przed wyjazdem zaczyna śnić koszmary, a Luke orientuje się, że jest coś nadzwyczajnego ponieważ nigdy wcześniej nie śnił. Po jednym z kolejnych koszmarów w końcu spotyka sprawcę. Próbuję o nim powiedzieć przyjaciołom, ale nie jest w stanie wypowiedzieć kim jest ten, który go prześladuje. Gość specjalny: John Leeson jako K-9 Role gościnne: Julian Bleach jako Koszmar, Doon Mackichan jako Louise Marlowe, Paul Kasey jako Slitheen, Toby Longworth jako głos Slitheena |                                             |                |                                |                                           |                                 |
| 38-39 | Skarbiec tajemnic Vault of Secrets          | Joss Agnew     | Phil Ford                      | 18 października 2010 19 października 2010 | 18 grudnia 2012 19 grudnia 2012 |
| Gita idzie do biura BEKACZ, które zajmuje się badaniem pozaziemskich form życia. W tym czasie na Ziemię po raz kolejny przylatuje Androvax, który prosi o pomoc... Nieobecny: Tommy Knight jako Luke Smith (w jednej części) Role drugoplanowe: Mina Anwar jako Gita Chandra, Ace Bhatti jako Haresh Chandra Role gościnne: Angus Wright jako pan Dread, Mark Goldthorp jako Androvax, Cheryl Campbell jako Ocean Waters, David Webber jako Minty, Sophie Benjamin jako Gill, Perry Blanks jako Van Driver |                                             |                |                                |                                           |                                 |
| 40-41 | Śmierć Doktora The Death of the Doctor      | Ashley Way     | Russell T. Davies              | 25 października 2010 26 października 2010 | 20 grudnia 2012 21 grudnia 2012 |
| W czasie gdy Sara, Clyde i Rani rozmawiają z Lukiem przez kamerkę internetową, pod dom Sary Jane podjeżdża delegacja z organizacji UNIT. Pani pułkownik przekazuje Sarze wiadomość o śmierci Doktora i o planowanych uroczystościach pogrzebowych, na które zostaje zaproszona cała trójka. Sara jednak nie wierzy w to co usłyszała i przyjmuje zaproszenie, by dowiedzieć się co naprawdę się dzieje. Goście specjalni: Matt Smith jako jedenasty Doktor, Katy Manning jako Jo Jones (Grant) Role drugoplanowe: Ace Bhatti jako Haresh Chandra Role gościnne: Finn Jones jako Santiago Jones, Laila Rouass jako pułkownik Karim, Jimmy Vee jako Groske, Phillip Hurd-Wood jako głos Groske, David Bradley jako głos Shansheeth, Jon Glover jako dodatkowe głosy Shansheeth, Paul Kasey jako Shansheeth, Rauri Mears jako Shansheeth, Ben Ashley jako Shansheeth |                                             |                |                                |                                           |                                 |
| 42-43 | Pusta planeta The Empty Planet              | Ashley Way     | Gareth Roberts                 | 1 listopada 2010 2 listopada 2010         | 24 grudnia 2012 25 grudnia 2012 |
| Następnego dnia po tym, jak pan Smith odebrał dziwną, niezidentyfikowaną wiadomość, Clyde i Rani budzą się i odkrywają, że zostali na planecie zupełnie sami. Wkrótce okazuje się, że oprócz nich na Ziemi pozostał jeszcze Gavin – osierocony chłopak. Nieobecny: Tommy Knight jako Luke Smith (w obu częściach) Role drugoplanowe: Ace Bhatti jako Haresh Chandra, Jocelyn Jee Esien jako Carla Langer Role gościnne: Joe Mason jako Gavin, Paul Kasey jako Czerwony Robot, Ruari Mears jako Żółty Robot, Jon Glover jako Głos Robotów |                                             |                |                                |                                           |                                 |
| 44-45 | Zagubieni w czasie Lost in Time             | Joss Agnew     | Rupert Laight                  | 8 listopada 2010 9 listopada 2010         | 26 grudnia 2012 27 grudnia 2012 |
| Sara Jane, Rani oraz Clyde wyruszają zbadać sklep w którym rzekomo widziano dziwnego stwora. Na miejscu zastają właściciela, który wysyła ich w przeszłość z misją odnalezienia i odzyskania trzech przedmiotów, które zmieniłyby losy świata. Nieobecni: Tommy Knight jako Luke Smith, Alexander Armstrong jako pan Smith (w obu częściach) Role gościnne: Fiona Hampton jako lady Matilda, Richard Wisker jako George Woods, Tom Wlaschiha jako Koenig, Gwyneth Keyworth jako Emily Morris, Lucie Jones jako Gemma, Morgan-Faith Hughes jako Katy, Llewcus Oaten jako Ben, Rowena Cooper jako Angela Price, Cyril Nri jako właściciel sklepu, Amber Beattie jako królowa Jane, Elizabeth Rider jako pani Ellen |                                             |                |                                |                                           |                                 |
| 46-47 | Żegnaj, Saro Jane Goodbye, Sarah Jane Smith | Joss Agnew     | Gareth Roberts Clayton Hickman | 15 listopada 2010 16 listopada 2010       | 28 grudnia 2012 31 grudnia 2012 |
| Gdy Sara Jane, Clyde i Rani wyruszają by zneutralizować szczątki meteorytu który spadł na Ziemię, w działaniu niespodziewanie wyprzedza ich nieznana im kobieta, która jak się okazuje wprowadziła się na Bannerman Road. Sara zaczyna mieć dziwne kłopoty z koncentracją i pamięcią... Gość specjalny: John Leeson jako K-9 Role drugoplanowe: Mina Anwar jako Gita Chandra, Ace Bhatti jako Haresh Chandra Role gościnne: Julie Graham jako Ruby White, Eddie Marsan jako pan White |                                             |                |                                |                                           |                                 |

## Sezon 5
Początkowo sezon ten miał liczyć 12 odcinków, jednakże w wyniku śmierci Elisabeth Sladen zostało nakręconych tylko 6. Odcinki które nigdy nie zostały wyprodukowane nosiłyby tytuły: Meet Mr Smith, The Thirteenth Floor oraz The Battle For Bannerman Road. W tym sezonie, w rolach głównych występują: Elisabeth Sladen, Tommy Knight, Daniel Anthony, Alexander Armstrong, Anjli Mohindra i Sinead Michael. Tommy Knight jest nieobecny w 2 historiach.
| 1-2 | 48-49 | Sky                                                    | Ashley Way | Phil Ford      | 2 części | 3 października 2011 4 października 2011   | 29 stycznia 2013 |
| Na próg Sary Jane zostaje podrzucona dziewczynka. Mimo iż na początku jest tylko niemowlęciem, bardzo szybko zaczyna rosnąć i zatrzymuje się dopiero na etapie dwunastoletniej dziewczynki. Prędko okazuje się, że jest sztucznie stworzoną kosmitką której przeznaczeniem jest przynieść zagładę okupantom jej rodzinnej planety. Role drugoplanowe: Mina Anwar jako Gita Chandra, Ace Bhatti jako Haresh Chandra Role gościnne: Cyril Nri jako właściciel sklepu, Christine Stephen-Daly jako panna Myers, Gavin Brocker jako Caleb, Paul Kasey jako Metalkind, Chloe Savage, Ella Savage, Amber Donaldson, Scarlet Donaldson jako Sky (dziecko), Floella Benjamin jako prof. Celeste Rivers, Peter-Hugo Daly jako Hector, Will McLeod jako Metalkind (głos)            |       |                                                        |            |                |          |                                           |                  |
| 3-4 | 50-51 | Przekleństwo Clyde’a Langera The Curse of Clyde Langer | Ashley Way | Phil Ford      | 2 części | 10 października 2011 11 października 2011 | 30 stycznia 2013 |
| Po tym jak z nieba spada deszcz z ryb a pan Smith proszony o wyjaśnienia oświadcza, że nie jest to żadne anormalne zjawisko, Sara Jane i reszta ekipy odwiedza lokalne muzeum, ponieważ Sara uważa, że cała sytuacja może mieć związek z legendą pewnego totemu znajdującego się właśnie w zasobach tego muzeum. Pomimo ostrzeżeń, Clyde dotyka totemu, raniąc palec. W ten sposób zostaje przeklęty i wszyscy ludzie z wyjątkiem bezdomnej dziewczyny się od niego odwracają. Role drugoplanowe: Ace Bhatti jako Haresh Chandra Role gościnne: Lily Loveless jako Ellie, Jocelyn Jee Esien jako Carla Langer, Sara Houghton jako dr Madigan, Elijah Baker jako Steve Wallace, Angela Pleasence jako Mystic Mags, Ewart James Jones jako Max, Anwar Lynch jako ochroniarz |       |                                                        |            |                |          |                                           |                  |
| 5-6 | 52-53 | Człowiek, którego nie było The Man Who Never Was       | Joss Agnew | Gareth Roberts | 2 części | 17 października 2011 18 października 2011 | 31 stycznia 2013 |
| Luke powraca do domu i po raz pierwszy spotyka Sky. Sara Jane, Luke i Sky wybierają się na prezentację nowego, wręcz niewiarygodnie popularnego komputera o nazwie SerfBoard. W trakcie prezentacji wygłaszanej przez twórcę sprzętu – Josepha Serfa, Sky jako jedyna zauważa, że Serf zamrugał niczym uszkodzony film, a ludzie po prezentacji wykazują wręcz obsesyjne zamiłowanie do nowego produktu. Role gościnne: Mark Aiken jako Joseph Serf, James Dreyfus jako Harrison, Edyta Budnik jako Adriana, Peter Bowles jako Lionel Carson, Dan Starkey jako Plark, Jason Mohammad jako prezenter wiadomości |       |                                                        |            |                |          |                                           |                  |